# Fletán (especies)

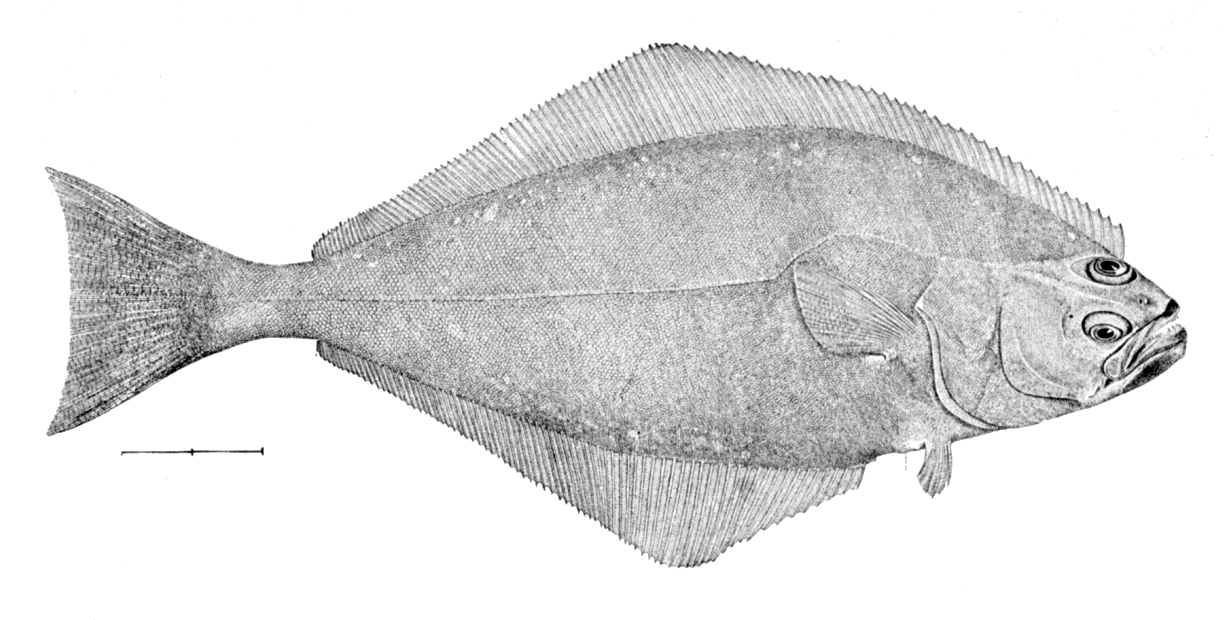
Halibut del Atlántico

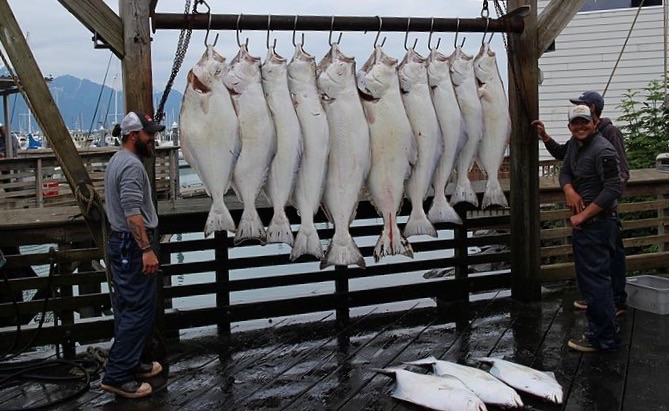
Pescadores en Seward, Alaska, con una captura fresca de halibut

El fletán también conocido por su nombre inglés halibut es el nombre común de tres peces planos de los géneros Hippoglossus y Reinhardtius de la familia de los lenguados de ojo derecho y, en algunas regiones, y con menor frecuencia, otras especies de peces planos grandes.
La palabra inglesa halibut se deriva de los términos ingleses holy (sagrado) y butte (pez plano), por su popularidad en los días festivos católicos. El halibut es un pez demersal y es muy apreciado como pescado comestible y en pesca deportiva.

## Especies

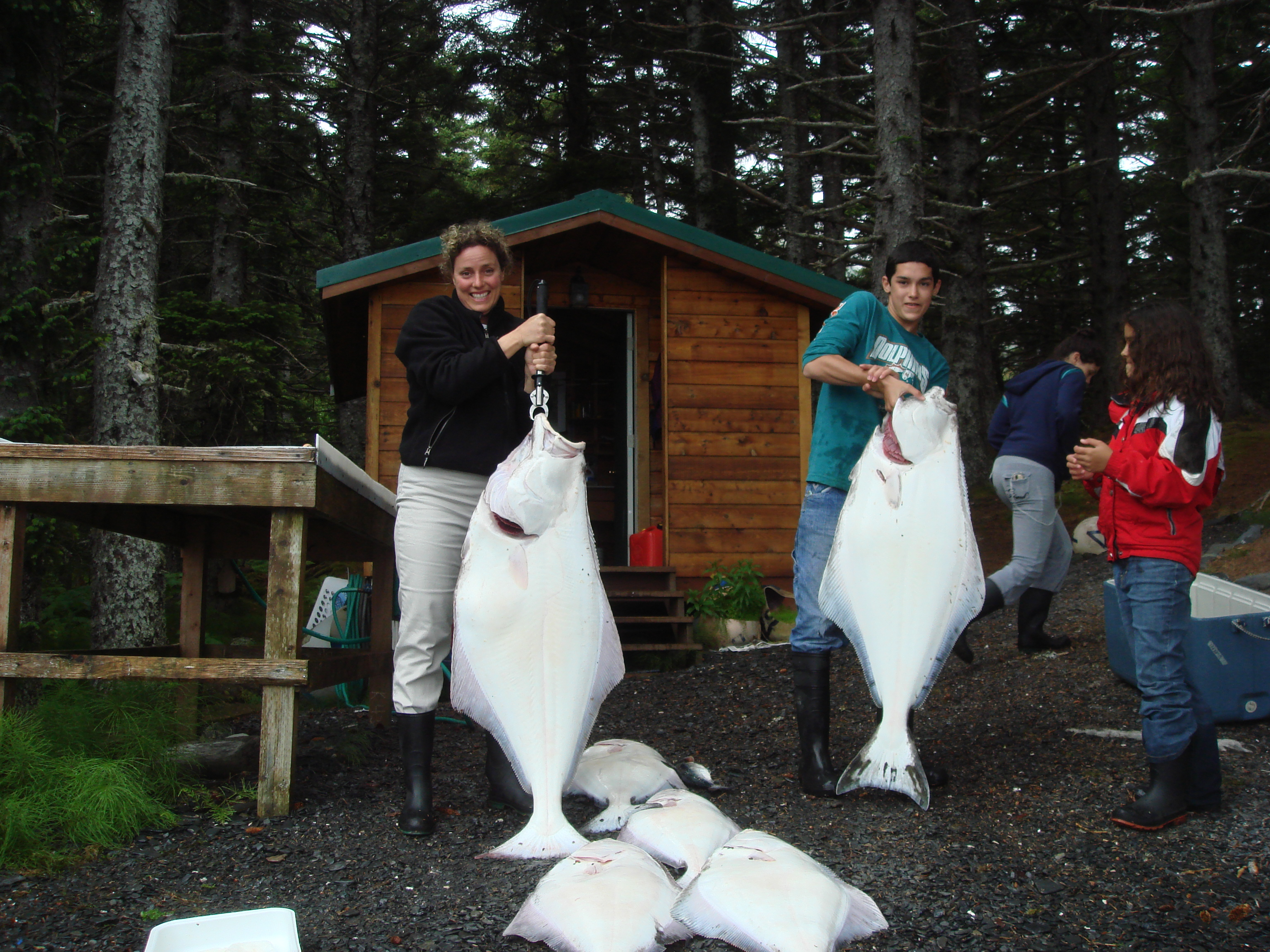
Fletanes del pacífico capturados en Alaska (2007), con pesos entre

Un análisis cladístico de 2018 basado en la genética y la morfología mostró que el fletán negro se separó de un linaje que dio lugar a los fletanes del Atlántico y del Pacífico. El ancestro común de los tres se separó de un linaje que dio lugar al género Verasper, que comprende el Verasper variegatus y el Verasper moseri.
- Género Hippoglossus
  - Fletán o fletán atlántico, Hippoglossus hippoglossus - vive en el Atlántico norte
  - Fletán del Pacífico, Hippoglossus stenolepis - vive en el Pacífico Norte
- Género Reinhardtius
  - Fletán negro o de Groenlandia, Reinhardtius hippoglossoides: vive en los fríos océanos del Atlántico norte, Pacífico norte y Ártico

## Características físicas

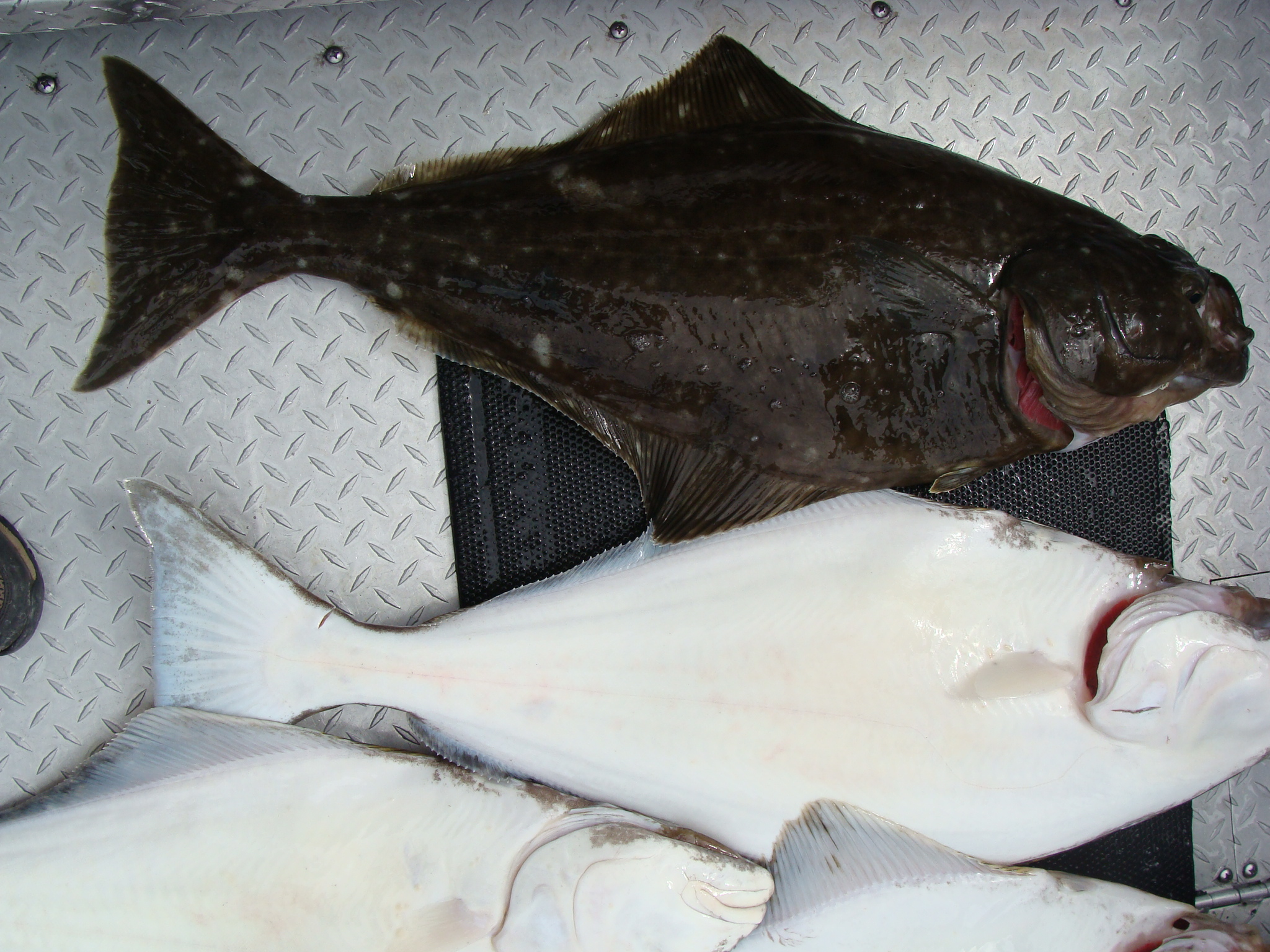
El halibut tiende a ser de color marrón oscuro moteado en el lado que mira hacia arriba y blanco en la parte inferior.

El halibut del Atlántico es el pez plano más grande del mundo. Aparentemente, el récord de IGFA se rompió en las aguas de Noruega en julio de 2013 por un pez de 515 libras (233,6 kg) y 2,62 metros (8' 7,10"). En julio de 2014, un ejemplar de 482 libras (218,6 kg) se capturó fletán del Pacífico en bahía Glacier, Alaska; sin embargo, esto no se incluye en los registros porque se disparó y arponeó al halibut antes de subirlo a bordo.
El halibut es de color marrón oscuro en la parte superior con una parte inferior blanca a blanquecina y tiene escamas muy pequeñas invisibles a simple vista incrustadas en su piel. Los halibut son simétricos al nacer con un ojo a cada lado de la cabeza. Luego, unos seis meses después, durante la metamorfosis larvaria, un ojo migra al otro lado de la cabeza. Los ojos se colocan permanentemente una vez que el cráneo está completamente osificado. Al mismo tiempo, el lado con ojos fijos se oscurece para coincidir con el lado superior, mientras que el otro lado permanece blanco. Este esquema de color camufla al halibut desde arriba (fundido con el fondo del océano) y desde abajo (fundido con la luz del cielo) y se conoce como contracoloración.

## Dieta
El halibut se alimenta de casi cualquier pez o animal que pueda llevarse a la boca. El halibut juvenil se alimenta de pequeños crustáceos y otros organismos que habitan en el fondo. Los animales que se encuentran en sus estómagos incluyen lanzas de arena, pulpos, cangrejos, salmón, cangrejos ermitaños, lamprea, sculpin, bacalao, abadejo, arenque y platija, así como otros halibuts. El halibut vive a profundidades que van desde unos pocos metros hasta cientos de metros, y aunque pasan la mayor parte de su tiempo cerca del fondo, el halibut puede moverse hacia arriba en la columna de agua para alimentarse. En la mayoría de los ecosistemas, el halibut está cerca de la parte superior de la cadena alimentaria marina. En el Pacífico Norte, los depredadores comunes son los leones marinos, orcas, tiburones salmón y humanos.

## Como alimento

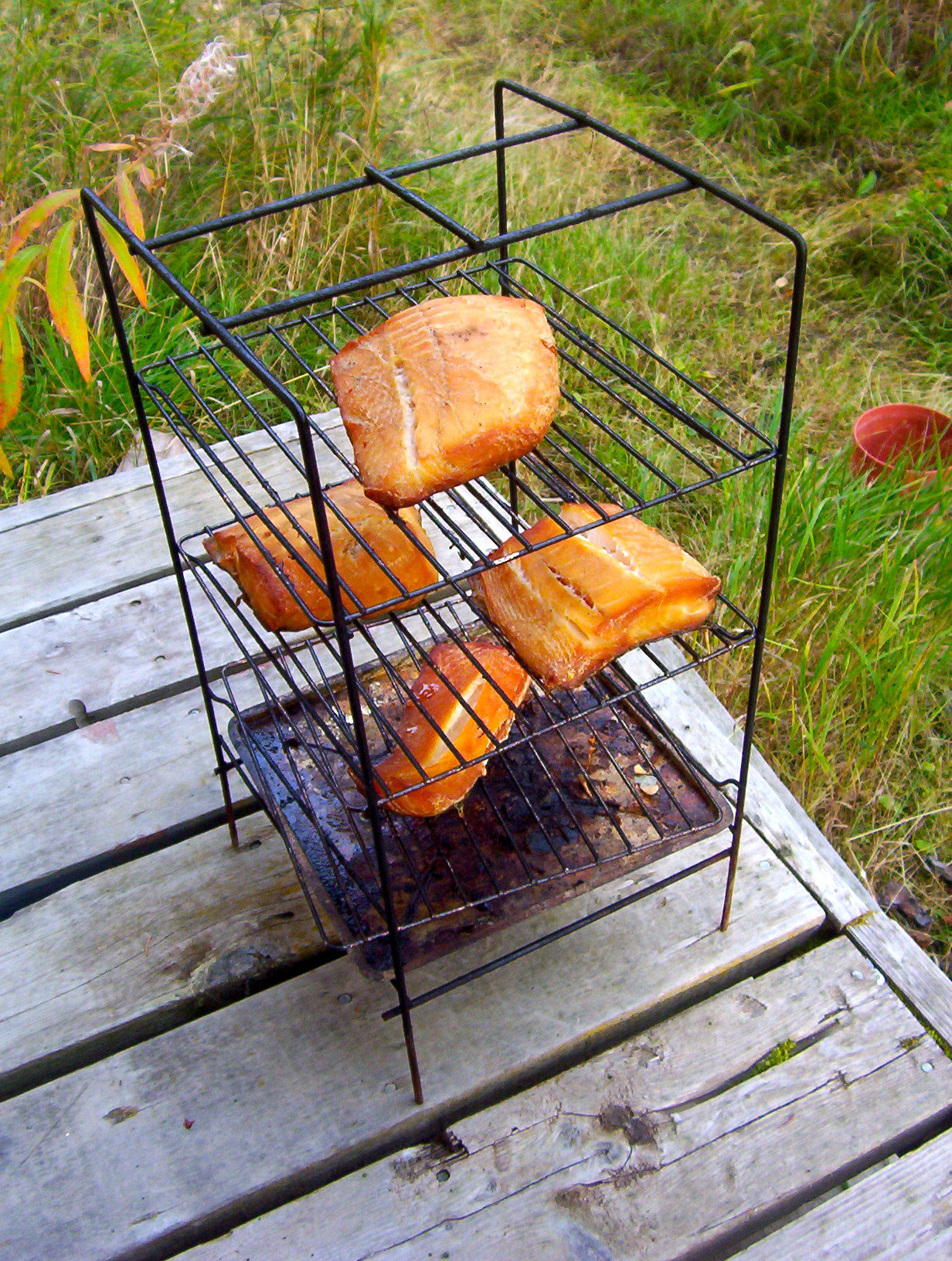
Fletán del Pacífico ahumado

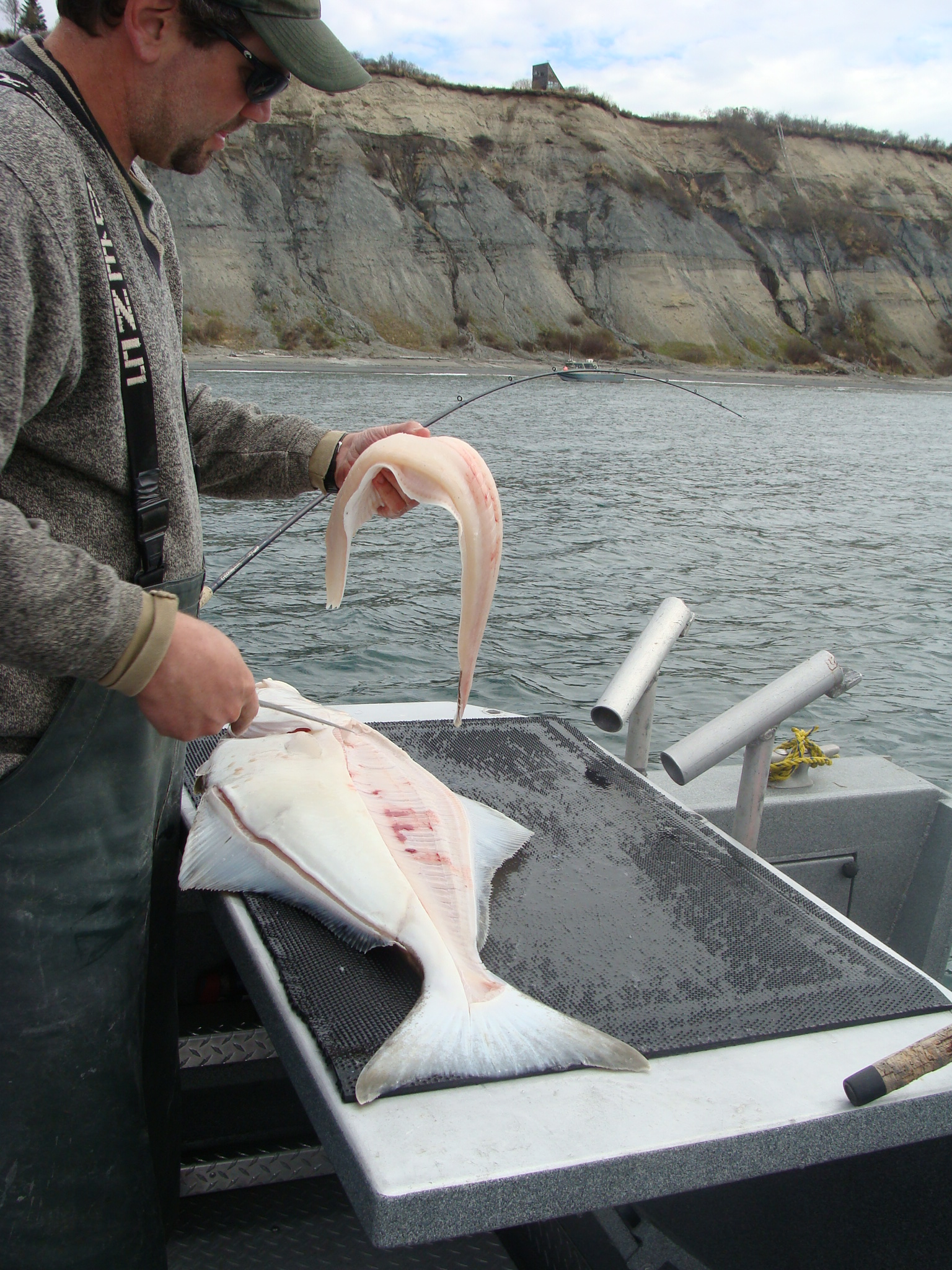
Fileteado de un fletán del Pacífico tomado en la ensenada de Cook.

### Valor nutricional
Del fletán se sacan cuatro grandes filetes, con un porcentaje de rendimiento superior al de la mayoría de los peces. Además las mejillas redondas del fletán pueden proporcionar carne adicional. La carne cruda de fletán del Pacífico o del Atlántico tiene un 80% de agua y un 19% de proteína, con una grasa insignificante y sin carbohidratos.
La carne de fletán cocida, presumiblemente a través de la deshidratación resultante, tiene un contenido de proteína relativamente mayor y un contenido de vitamina B reducido (por 100 gramos), mientras que son ricos en contenido de magnesio, fósforo y selenio.

### Preparación

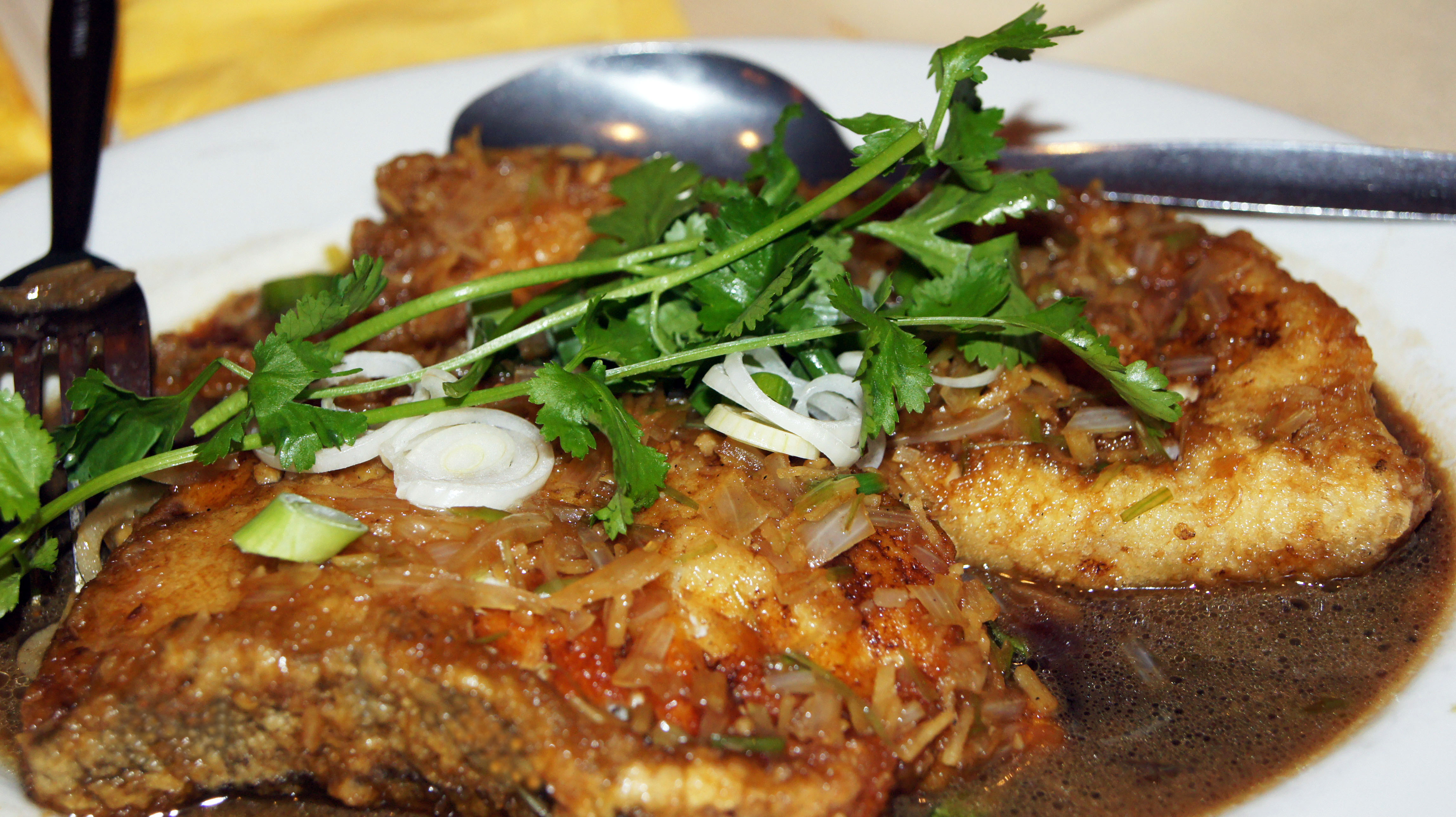
Fletán al vapor en salsa de alubias negras

El fletán produce grandes filetes por los dos lados del pez, y las mejillas pequeñas y redondas proporcionan una fuente adicional de carne. El fletán a menudo se hierve, se fríe o se asa a la parrilla mientras está fresco. El ahumado es más difícil de hacer con la carne del fletán que con el salmón, debido a su contenido ultra bajo de grasa. 